# 福井銀行

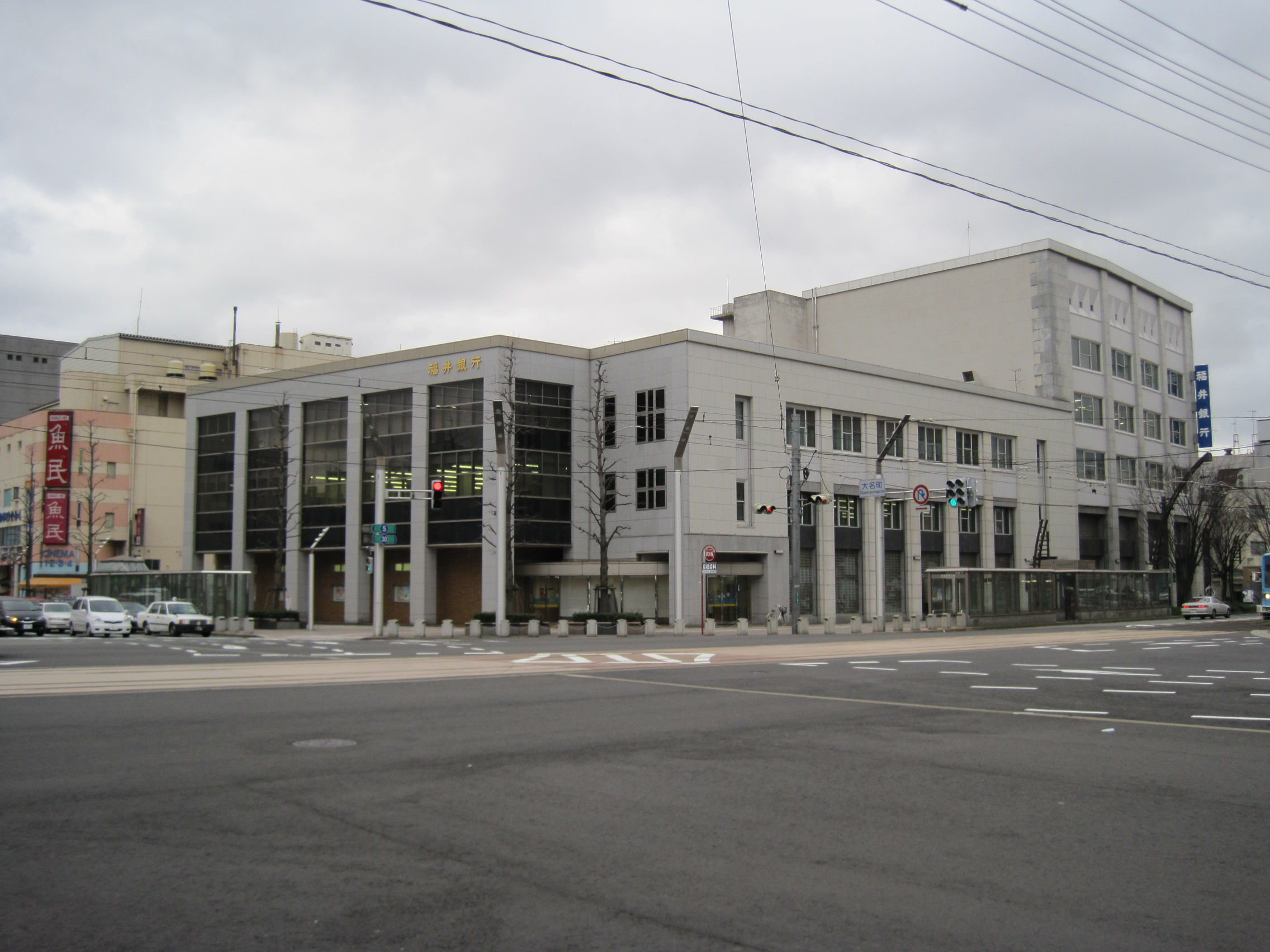
福井銀行旧本店（現存せず）

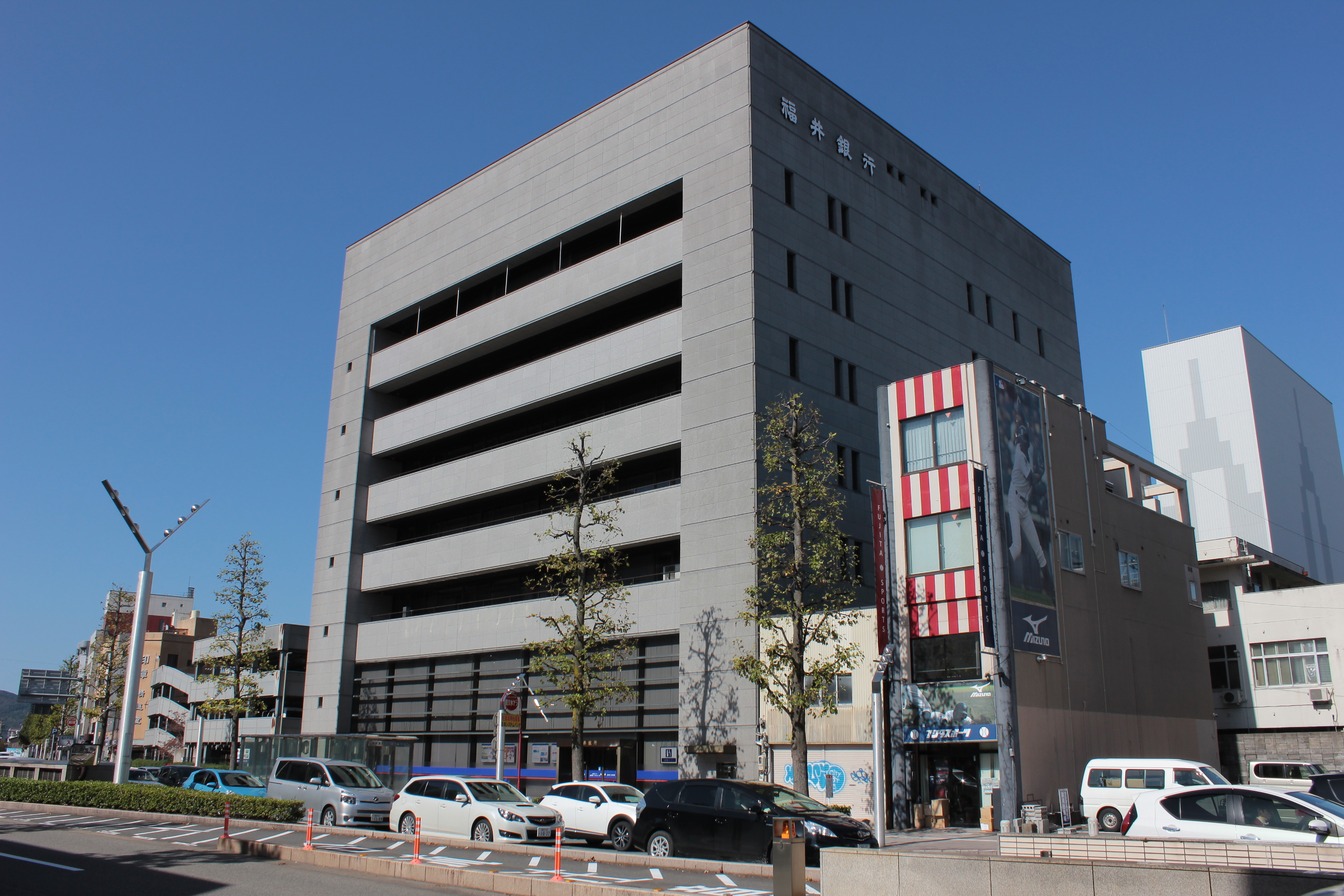
本店建て替えのために仮入居していた福銀センタービル。

株式会社福井銀行（ふくいぎんこう、英: The Fukui Bank, Ltd.）は、福井県福井市に本店を置く地方銀行。福井県内では福銀が通称として使用される。マスコットは、オーバーオールがポイントの「ふくちゃん」。キャッチコピーは「いつも、いつでも、いつまでも」。
福井県や県内のほぼ全て市町村、国立大学法人福井大学などの指定金融機関である。福井県内でのシェアは約40%であり、福井県の第一地方銀行である。

## 概要
福井県内でのシェアとしては、預金が43.8%、貸出金が38.7%となっており、いずれも県内でトップシェアである(平成27年度)。また、福井県内に本社を置く企業において、福井銀行をメインバンクとする企業のシェアが約45%となっている（2020年、帝国データバンク調べ）。
福井銀行は、1899年（明治32年）に地元福井で繊維業を営む者たちが、福井県の繊維業のさらなる発展を目的として、各々資金を出し合って設立された銀行である（資本金30万円）。現存する地方銀行の設立過程としては、国立銀行を前身としたものが多い（七十七銀行、八十二銀行など）が、福井銀行はこうした国立銀行を前身とした設立過程ではないため全国でも稀有な例として知られている。
2016年（平成28年）5月、福井市順化1丁目に所在する旧館と新館からなる本店の新築計画を明らかにした。発表によれば現本店を取り壊し、新本店を建設する間は、同市今市町にある福井銀事務センターを本店各部署の仮オフィスとして暫定的に使用。総事業費は90億～100億円程度を見込み、2018年度中に着工。当初は2020年春の完成を目指すとしていたが、当初の予定より遅く同年12月7日に業務を開始した。なお、本店の隣には、北國銀行（石川県金沢市）の福井支店が2020年11月に移転している。
2016年10月に福井銀行と福井新聞社が共同で企画・発行している電子マネーのカード「JURACA」が、福井県の県民カード第1号に認定された。
2024年（令和6年）11月、既に完全子会社化している福邦銀行を2026年（令和8年）5月2日付で吸収合併することを発表した。合併後の銀行名は本行名を継続使用する。

## 沿革
- 1899年（明治32年）12月19日 - 株式会社福井銀行設立（資本金30万円、本店福井市尾上下町）[2]。
- 1910年（明治43年）11月17日 - 大手銀行を買収[2]。
- 1912年（明治45年） 6月25日 - 越前商業銀行を合併[2]。
- 1914年（大正3年）8月17日 - 三国商業銀行を買収[2]。
- 1919年（大正8年）6月21日 - 若狭商業銀行を合併[2]。
- 1924年（大正13年）
  - 4月15日 - 高浜銀行を合併[2]。
  - 8月31日 - 大七銀行を合併[2]。
- 1926年（大正15年）4月20日 - 石川銀行を合併[2]。
- 1928年（昭和3年）5月1日 - 嶺南銀行を合併[2]。
- 1930年（昭和5年）12月7日 - 森田銀行を合併[2]。
- 1932年（昭和7年）2月8日 - 洪盛銀行を買収[2]。
- 1944年（昭和19年）12月1日 - 福井信託株式会社を合併[2]。
- 1945年（昭和20年）
  - 11月10日 - 信託勘定を閉鎖し、東洋信託銀行に信託財産を再委託[2]。
  - 12月 - 三和銀行（現・三菱UFJ銀行）から旧・大和田銀行の店舗のほとんどを譲受。
- 1955年（昭和30年）11月6日 - 紅葉を目当てに冠山に登山した行員24名が悪天候のため遭難、うち2名が死亡した。
- 1966年（昭和41年）
  - 9月26日 - 森田貯蓄銀行を合併[2]。
  - 10月 - 外国為替業務開始 。
- 1969年（昭和44年）5月 - 事務センター完成 。
- 1972年（昭和47年）10月 - 東京証券取引所市場第二部、大阪証券取引所市場第二部に上場 。
- 1973年（昭和48年）8月 - 東京証券取引所市場第一部、大阪証券取引所市場第一部に指定 。
- 1974年（昭和49年）4月 - 第1次総合オンラインシステム移行完了 。
- 1981年（昭和56年）8月 - 第2次総合オンラインシステム移行完了 。
- 1982年（昭和57年）
  - 4月1日 - ディーシーカードと共同で福井ディーシーカード（現・福井カード）を設立。
  - 11月 - 福井信用保証サービス株式会社を設立。
- 1983年（昭和58年）
  - 4月 - 証券業務開始（国債などの窓口販売）。
  - 9月 - 福銀住商リース株式会社を設立。
  - 12月 - 株式会社福井経済経営研究所を設立。
- 1985年（昭和60年）6月 - 債券ディーリング業務開始。
- 1986年（昭和61年）12月 - 福銀ビジネスサービス株式会社を設立。
- 1988年（昭和63年）6月 - 担保附社債信託法による社債の受託業務開始。
- 1991年（平成3年）
  - 11月 - 第3次総合オンラインシステム稼働。
  - 12月 - 初の海外支店として香港支店を開設。
- 1993年（平成5年）6月 - 福銀スタッフサービス株式会社を設立。
- 1994年（平成6年）4月 - 信託代理店業務開始。福銀オフィスサービス株式会社を設立。
- 1996年（平成8年）
  - 4月 - 福銀総合管理株式会社を設立。
  - 8月 - 福井県第一信用組合事業譲受。
- 1997年（平成9年）4月 - 福銀ネットワーク株式会社を設立。
- 1998年（平成10年）
  - 3月 - 香港支店を廃止。
  - 12月 - 証券投資信託の窓口販売開始。
- 2006年（平成18年）11月 - セブン銀行ATMによるコンビニATM提携を開始。
- 2007年（平成19年）10月 - イオン銀行開業に合わせ、同行とのATM相互出金提携を開始。
- 2008年（平成20年）3月 - 福銀総合管理株式会社清算完了。
- 2009年（平成21年）
  - 1月 - 勘定系システムをNTTデータ地銀共同センターに移行。
  - 5月 - イーネット・ローソンATMによるコンビニATM提携を開始。
  - 7月 - 福銀スタッフサービス株式会社清算完了。
- 2012年（平成24年）
  - 4月1日 - 新コーポレートブランドマークとスローガンを策定[11]。
  - 9月 - 福銀オフィスサービス株式会社清算完了。
  - 10月26日 - メイン先企業である小野グループへの会社更生法の適用を東京地裁に申し立てる[12]。
- 2013年（平成25年）5月10日 - 小野グループに関する調査委員会による調査結果の概要を公表[13]。
- 2014年（平成26年）
  - 2月1日 - 連結子会社の福井ディーシーカードが福井カードに商号変更。
  - 11月25日 - バンコク駐在員事務所を開設。
- 2015年（平成27年）
  - 4月30日 - 主力行を務める江守GHDの民事再生法の適用申請を受け、15年3月期決算において106億円の損失処理を実施する他、それに伴う業績の下方修正を公表[14][15]。
  - 6月20日 - 頭取の伊東忠昭が会長に退き、後任には取締役兼代表執行役専務・営業支援本部長の林正博が昇格[16][17]。
  - 10月1日 - 新たに企業理念を制定。
- 2016年（平成28年）
  - 1月1日 - ユアーズホテルを中核とした福井駅前西口エリアの大規模再開発計画案が明らかとなる[18]。
  - 3月1日 - JR福井駅西口エリアの再開発計画に関し、都市開発コンサルタントの森ビル都市企画と業務委託契約を締結[19][20]。
  - 3月25日 - 福井市主導の再開発である福井駅西口再開発ビル「ハピリン」内に新店舗「WiL」[7]を開設[21]（2020年に本店へ移転し廃止）。
  - 4月1日 - 福井新聞社との共同で開発した電子マネーカード「JURACA」の取り扱い開始[22]。
  - 6月16日 - マネーフォワードとのフィンテック事業における連携を発表。それに伴い家計簿作成やカード明細、銀行入出金明細がまとめて確認できるアプリも配信。
  - 9月 - みずほキャピタル、北洋銀行、群馬銀行などとともにマネーフォワードの第三者割当増資を引き受ける[23]。
  - 12月 - 移動店舗を導入。
- 2017年（平成29年）3月1日 - インターネットバンキング専用のネット支店「ジュラチック王国支店」を開設[24][25]。
- 2018年（平成30年）10月22日 - 舞鶴支店（京都府舞鶴市）を高浜支店（福井県大飯郡高浜町）の店舗内店舗として統合[26][27]。これにより、京都府北部の実店舗が廃止された。
- 2019年（令和元年）11月8日 - 「JURACA」を利用したICカード決済の実証実験を福井鉄道福武線の福井城址大名町駅・清明駅において同年11月20日まで実施[28][29][30]。
- 2020年（令和2年）
  - 3月13日 - 福邦銀行との包括提携を締結、提携プロジェクト名を「Fプロジェクト」と命名[31][32][33]。
  - 5月11日 - 石川県小松市の小松支店内に福邦銀行小松支店が店舗内店舗として移転・開設[34][35][36]。路面店に複数の銀行の支店が入居するのは日本初[32][34][35]。
  - 12月7日 - 新本店ビルでの業務を開始[7][8]。
- 2021年（令和3年）
  - 1月14日 - 福邦銀行に出資し、子会社化することを発表[5][9][37]。
- 2021年（令和4年）7月8日 - 野村ホールディングスとの包括的業務提携で合意したと発表[38]。
- 2021年（令和4年）12月23日 - 店舗外に設置している一部のATMについてセブン銀行との共同設置ATMと入替を行う方針で合意[39][40][41]。
- 2023年（令和5年）4月18日 - 福井銀行と福邦銀行が両行の通帳記入が可能なATMを日立チャネルソリューションズと共同開発し両行が設置しているATMを入れ替えることを発表(福井銀行とセブン銀行の共同設置 ATM は入替対象外。ATMの振込手数料は店舗内のATMは設置行が定める手数料、店舗外は福井銀行が定める手数料。)[42][43]。
- 2023年（令和5年）7月24日 - この日以降「福井銀行アプリ」のアップデートによりセブン銀行ATMにおいて「スマホ ATM」サービスを利用出来るようになった。なお、北陸・中部地方の金融機関としては初めての「スマホ ATM」サービスの提供となる[44]。
- 2024年（令和6年）10月1日 - 株式交換により、福邦銀行の株式全てを取得。同行を完全子会社化[45]。
- 2026年（令和8年）5月2日 - 福邦銀行を吸収合併予定。合併後の銀行名は本行名の「福井銀行」を継続使用する[10]。

## 店舗網
福井県内では、池田町を除く16市町に75店舗の支店を有する。
福井県以外にも、石川県に10店舗（前述の小松支店は福邦銀行小松支店も入居）、富山県に4店舗、京都府・滋賀県に2店舗（前述の舞鶴支店は高浜支店の店舗内店舗）、東京都・愛知県・大阪府にあわせて3店舗を有している。営業店とは別にタイ王国の首都バンコクに駐在所を構えている。現在の店舗については「福井銀行 店舗・ATM検索」を参照。
また、本店営業部、支店などの営業店のほかに、本部機能やグループ企業の一部を集約させた福銀センタービル（本店ビルの2街区西側）があり、その他にも事務処理センター（福井市今市町）などを有している。さらに、営業店とは別に「ナチュラプラザ」（福井市開発）というローンや保険の相談ができる店舗もある。このほか2016年12月には、店舗再編の一環による営業体制の効率化などを目的に「ふくぎんKuruza（クルーザー）」と名付けた移動店舗を導入した。
さらに、エリア制を採用しており、エリア統括店を中心に営業を行っている。以下がエリアとエリア統括店である。
- 本店エリア - 本店営業部
- 福井東エリア - 福井中央支店
- 福井北エリア - 松本支店
- 福井南エリア - 木田支店
- 福井西エリア - 花月支店
- あわらエリア - 金津支店
- 三国エリア - 三国支店
- 春江エリア - 春江支店
- 高志エリア - 松岡支店
- 奥越エリア - 大野支店
- 丹生エリア - 朝日町支店
- 鯖江エリア - 鯖江支店
- 武生エリア - 武生支店
- 南条エリア - 南条支店
- 敦賀エリア - 敦賀支店
- 小浜エリア - 小浜支店
- 高浜エリア - 高浜支店
- 金沢エリア - 金沢支店
- 富山エリア - 富山支店
- 滋賀エリア - 大津支店

東京、大阪市、愛知県名古屋市、京都市ではエリア制をとっていない。

### 店舗沿革
- 2006年（平成18年）7月 - 草津支店を開設。
- 2010年（平成22年）9月 - 高槻支店を大阪支店に統合。
- 2018年（平成30年）10月22日 - 舞鶴支店を高浜支店に統合。

### 店舗ギャラリー

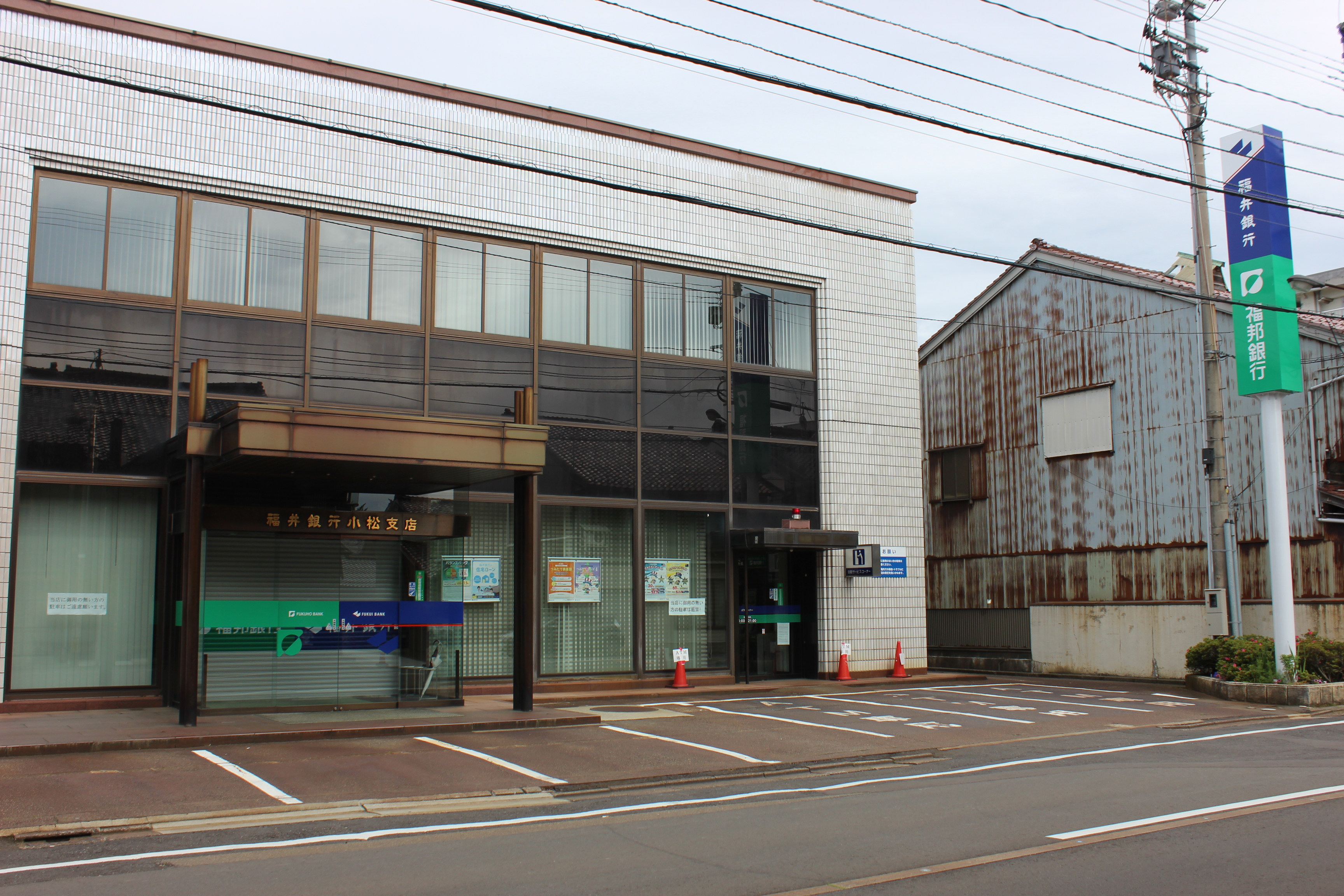
小松支店（福邦銀行小松支店も入居）
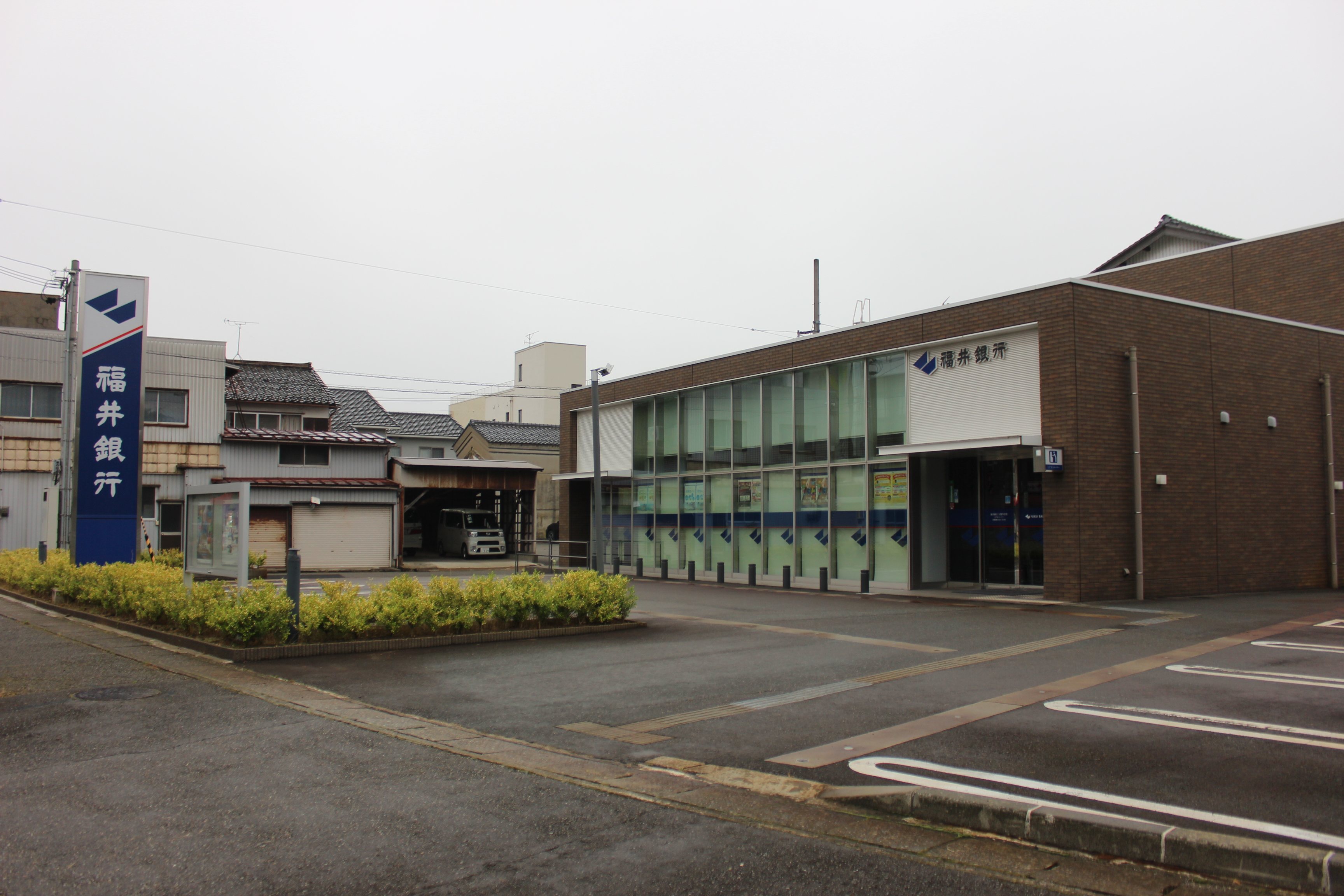
大聖寺支店
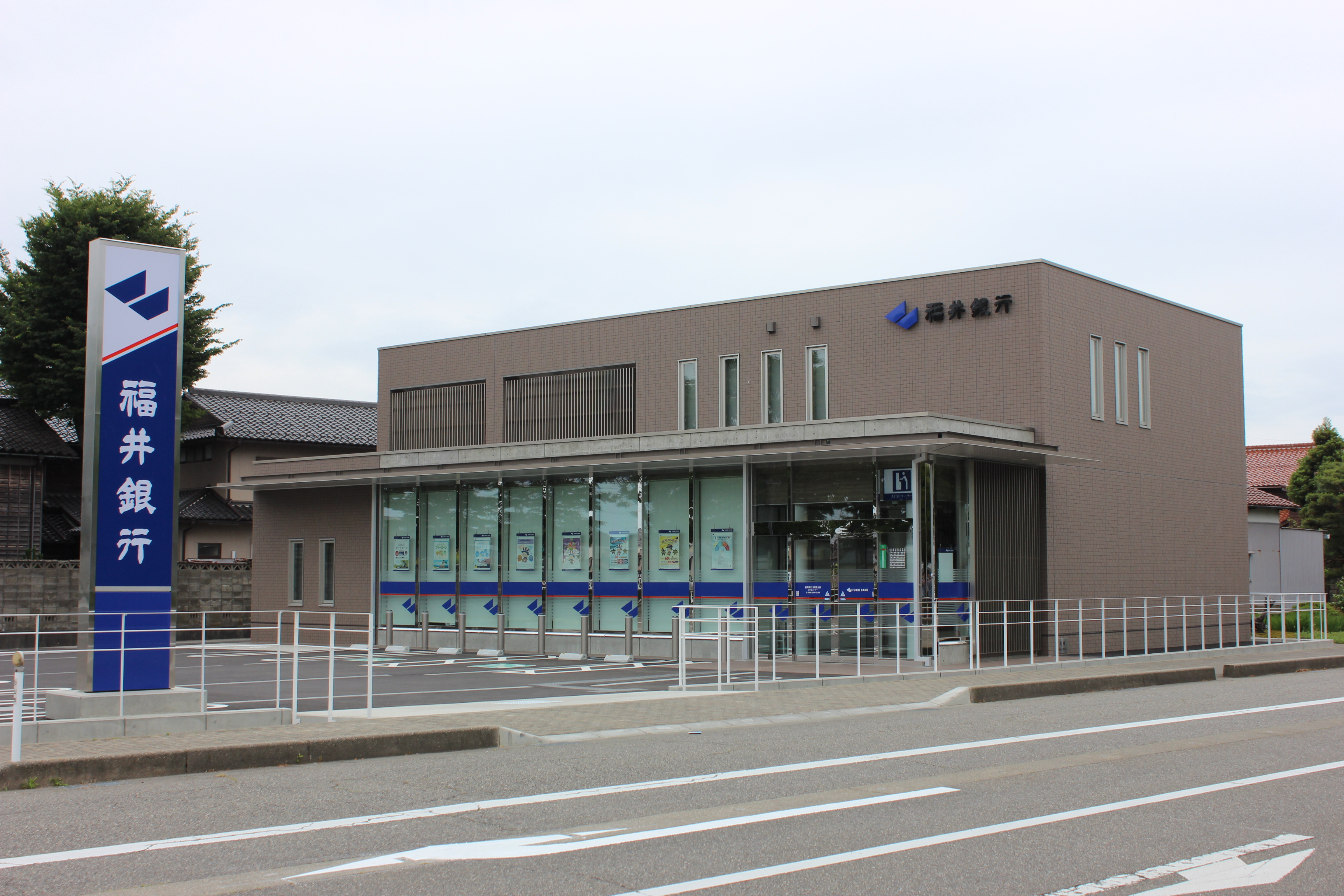
松任支店
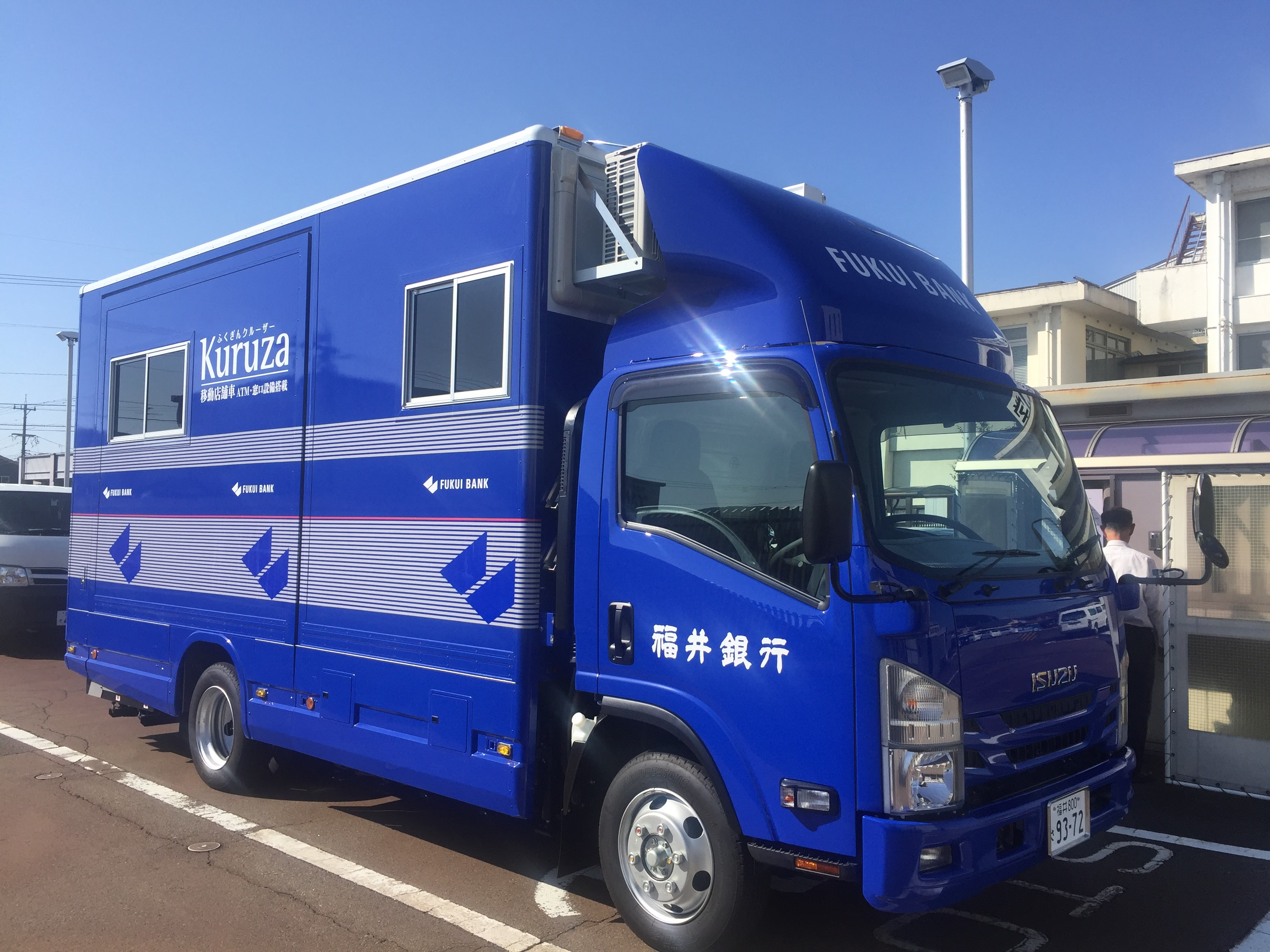
移動店舗「ふくぎんKuruza」

## 勘定系システム
2009年（平成21年）1月、NTTデータ地銀共同センターへ移行した。

## 他金融機関との提携

### 北陸地方金融機関との提携
同行のATMでは、「FITネットATM」により、北國銀行・富山第一銀行のキャッシュカードの入出金については自行扱いとなり、利用可能時間帯は入出金とも完全無料である。ただし、3行以外が幹事行の共同利用自動機店舗並びにコンビニATMについては対象外。2006年（平成18年）4月3日より提携3行間との相互入金の取り扱いを開始した。
なお、法人カードは当行と北國銀行の間の相互利用のみに限られる。

### セブン銀行・イオン銀行との提携
同行は2006年（平成18年）11月22日より、セブン銀行と提携してATMサービスを開始した。提携当初は平日日中の出金手数料を無料としていたが、現在は入金と残高照会のみ無料で、ジュラチック王国支店の口座とセブン銀行との共同設置ATMを除いて、終日110円から220円の出金手数料がかかる。また、イオン銀行開業と同時に提携を行い、福井・イオン両銀行相互にATMの利用が可能となっている。イオン銀行では法人カードは利用できない。

### 県内金融機関との提携(福井ふるさとネットサービス)
2007年（平成19年）10月より福井ふるさとネットサービスとして、同行、福邦銀行と県内5信用金庫（福井、越前、武生、敦賀、小浜）の7金融機関の個人カードを持つ顧客は、各金融機関が設置しているCD・ATMでの残高照会と現金引出において手数料完全無料（時間外手数料・提携手数料を無料）になっている。また、これに福井県JAバンクも遅れて参加している。
また、2021年（令和3年）1月には、福井県内の第二地銀である福邦銀行の子会社化を目指していることが報道された。

### イーネット・ローソンATMとの提携
個人・法人カードによる入金・出金・カード振込の取扱で、カード入金に限り終日無料となる。

## CM起用者
- ぶんぶんボウル（カードローン、ナレーション[51]）
- 小牧未侑（カードローン、ナレーション）
- 四本木典子（カードローン、ナレーション）

## 関連会社

### 連結子会社
- 福邦銀行
- 福銀ビジネスサービス株式会社
- 福井信用保証サービス株式会社
- 福井カード
- 株式会社福銀リース
- 福井ネット株式会社
- Fukui Preferred Capital Limited